# Chapman Valley Shire
Chapman Valley Shire är en kommun i Western Australia, Australien. Kommunen, som är belägen 440 km norr om Perth och vid kusten omedelbart norr om regionens huvudstad Geraldton, i regionen Mid West, har en yta på 3 965 km², och en folkmängd på 1 174 enligt 2011 års folkräkning. Huvudort är Nabawa.